# Cachopo
Cachopo ist eine Ortschaft und Gemeinde an der Algarve im Süden Portugals.

## Geschichte
An 112 archäologischen Fundstätten in Cachopo finden sich vorgeschichtliche Spuren. Die Anta da Masmorra und die Anta das Pedras Altas ragen dabei heraus. Dieses Erbe ist auch im Wappen der Gemeinde repräsentiert, in dem eine stilisierte Anta zu sehen ist.

Anta das Pedras Altas
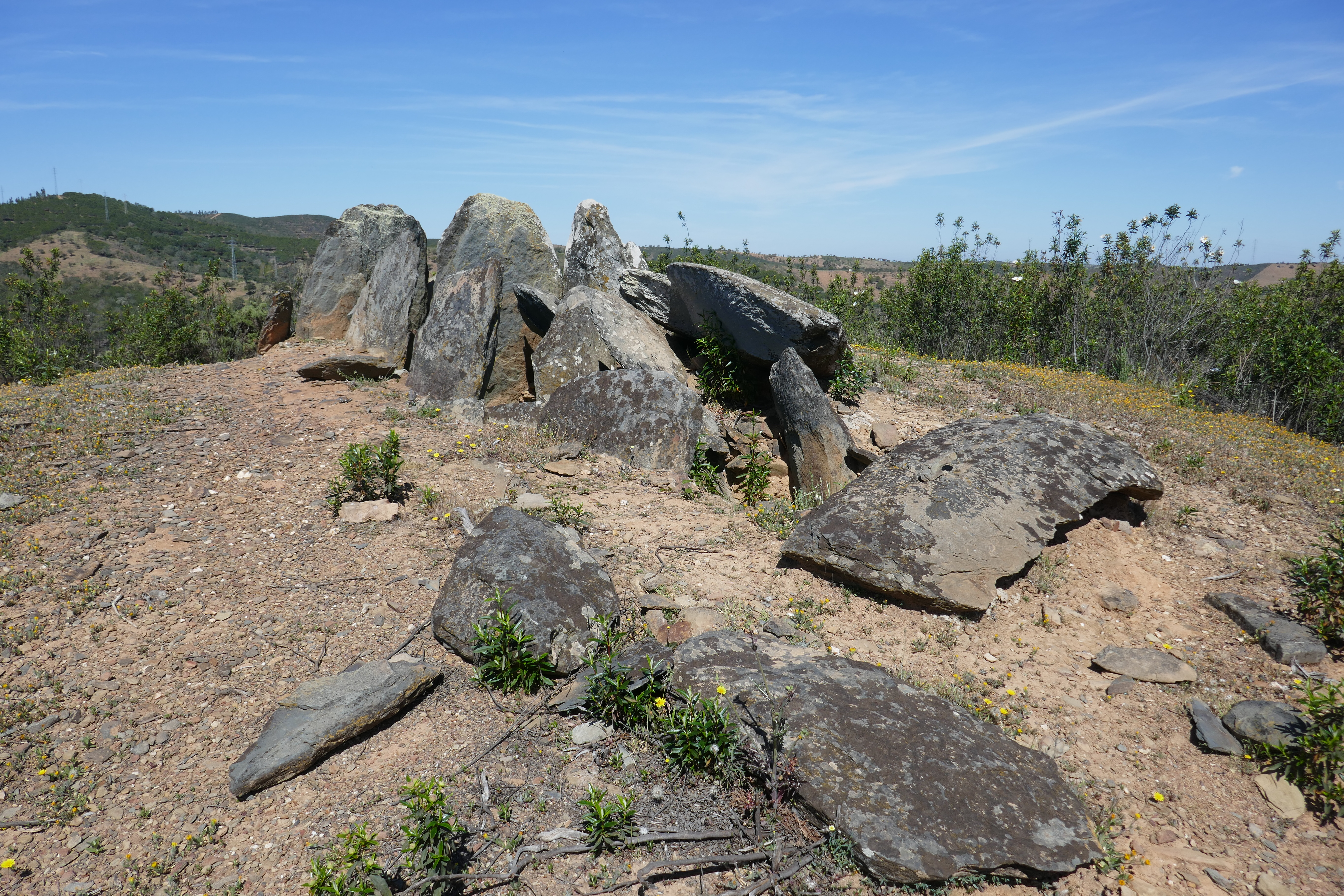
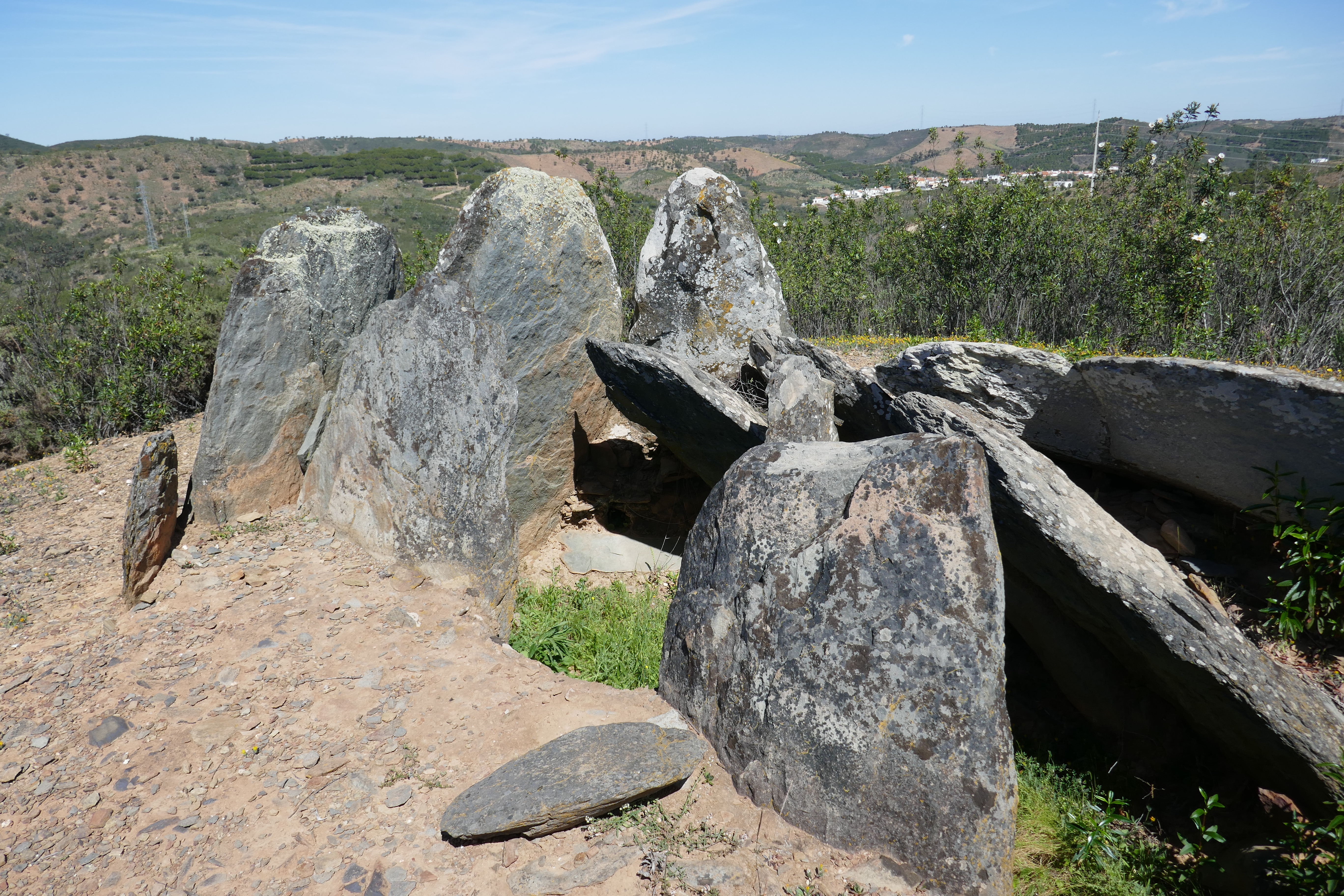
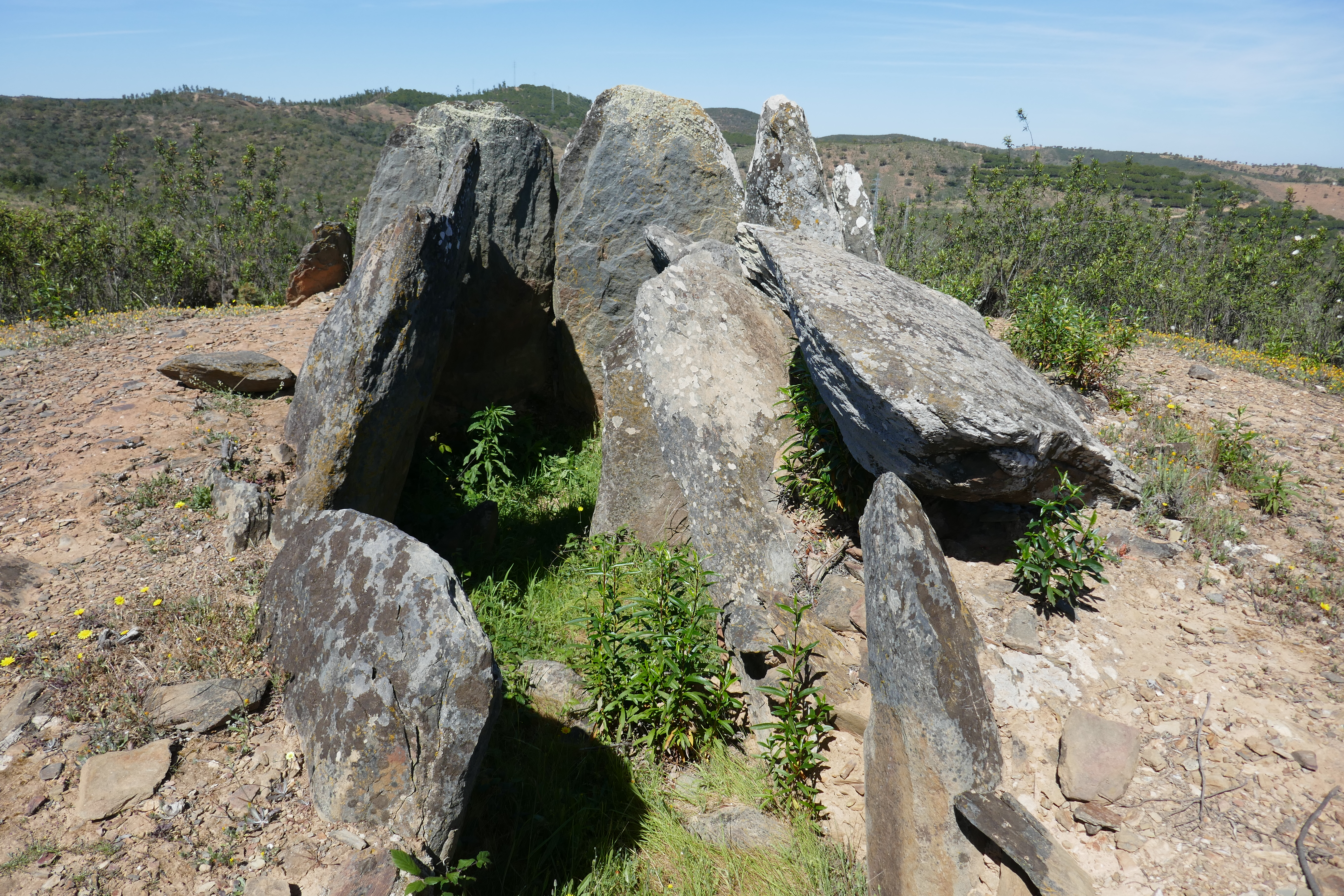
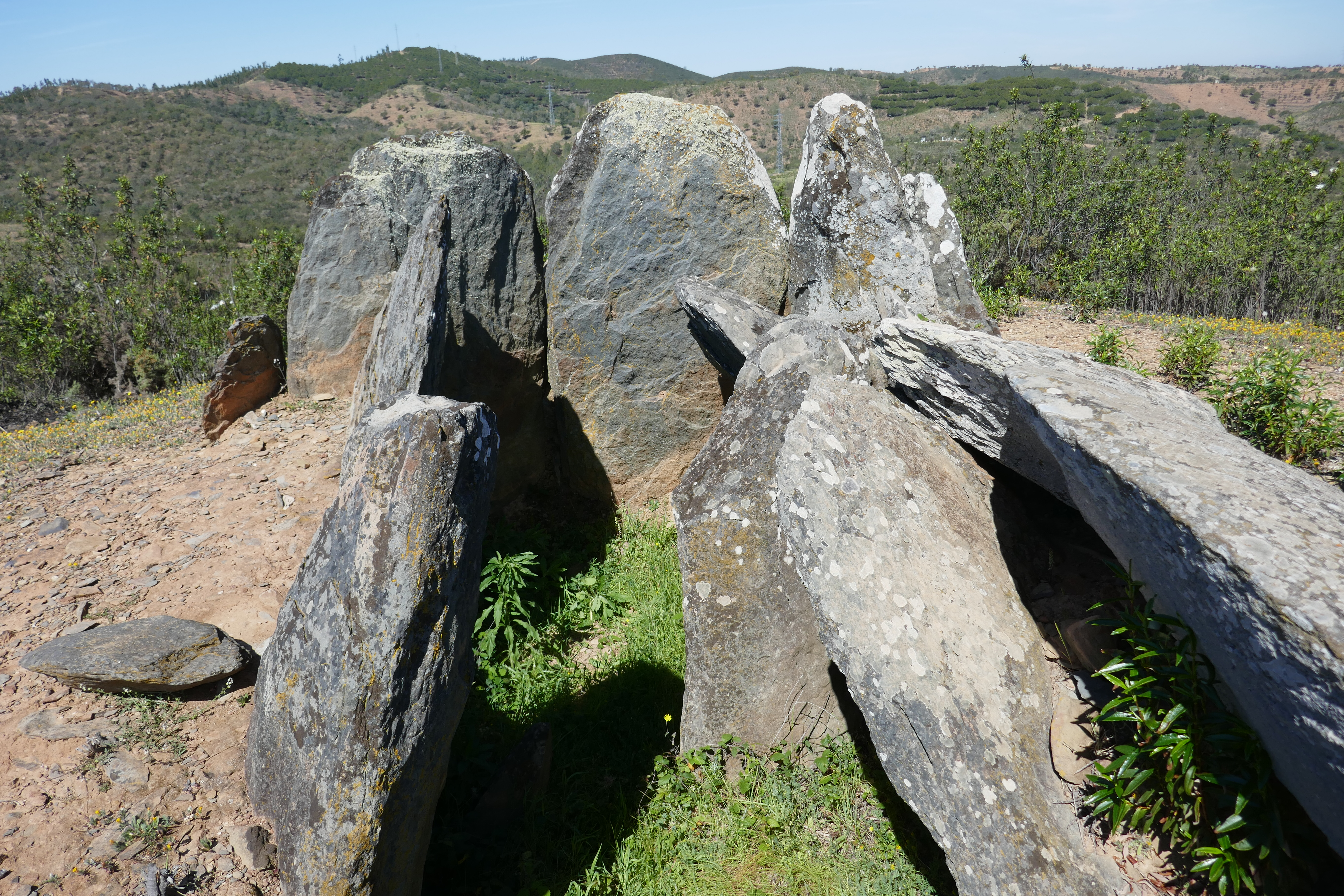

Mindestens seit 1535 besteht die heutige Gemeinde Cachopo.
Cachopo blieb eine Gemeinde im Kreis Alcoutim, um seit dessen Auflösung 1836 zu Tavira zu gehören.

## Verwaltung
Cachopo ist Sitz einer gleichnamigen Gemeinde (Freguesia) im Kreis (Concelho) von Tavira im Distrikt Faro. Auf einer Fläche von 204 km² leben hier 471 Einwohner (Stand 19. April 2021).
Folgende Orte und Ortschaften liegen im Gemeindegebiet:
| - Alcaria-Alta - Alcarias Baixas - Alcarias Pedro Guerreiro - Alcarnicosa - Almarginho - Amoreira - Azinhosa - Bernalfor - Cabeça Gorda - Cachopo - Cardal - Carne-Cerva - Casa Nova - Casas Baixas - Castelão - Catraia | - Ceroles - Corte João Velho - Cortelhas - Currais - Estevais - Estragamentêns - Feiteira - Fonte Corcho - Garcia - Garrobo - Grainho - Mealha - Medronheira - Mercador - Monte da Estrada - Monte da Ribeira | - Monte do Cravo - Monte do Lobo - Navalha - Passa Frio - Peralva - Portela - Pulo do Cão - Redonda - Relvais - Seixo - Telheiro - Vale de Ôdre - Vale João Farto - Valeira - Várzea da Azinheira |